# Euderces postipallidus
Euderces postipallidus là một loài bọ cánh cứng trong họ Cerambycidae.